# Jura novit curia

Iura novit curia (срп. Јура новит курија, Суд зна право) je pravni princip Kontinentalnog prava zasnovanih na tradiciji rismkog prava. Sastoji se u pravnoj fikciji da sud poznaje sadržinu prava i pravnih propisa u poretku u kojem postupa, te da strake u postupku pred datim sudom nisu dužne da dokazuju postojanje pravnih propisa i sadržinu tih propisa. Stranke u postupku nemaju obavezu da pravno kvalifikuju svoj zahtev pozivanjem na odgovarajuće materijalnopravne odredbe, ali kada to učine (što je u praksi mnogo češće), sud nije vezan takvom pravnom kvalifikacijom. Ono što jeste obaveza stranaka je da iznesu sve činjenice na kojima zasnivaju svoj zahtev, a obaveza je suda da utvrdi da li je postavljeni zahtev osnovan u svetlu primene svih materijalnopravnih normi koje po stanovištu suda mogu biti pravno relevantne za rešenje spora.
Pravilo sud zna pravo se primenjuje i na norme stranog materijalnog prava, ako na te norme upućuje odgovarajuća koliziona norma ili sporazum stranaka, a u ovom slučaju stranke imaju mogućnost da sudu pruže dokaz o postojanju i sadržini stranog prava.